# ATP Challenger Kuala Lumpur
Das ATP Challenger Kuala Lumpur (offiziell: Malaysia Open) war ein Tennisturnier, das zunächst von 1989 bis 1993 jährlich in Kuala Lumpur, Malaysia, stattfand. Es gehörte zur ATP Challenger Tour und wurde im Freien auf Hartplatz gespielt. Nach einer Pause wurde 2007 eine weitere Edition in der Halle auf Teppich ausgetragen. In den Jahren 1992 und 1993 wurden jeweils zwei Turniere pro Jahr gespielt. Sandon Stolle und Nduka Odizor gewannen jeweils einen Titel in Einzel und Doppel. Paul Wekesa war zweimal im Doppel erfolgreich.

## Liste der Sieger

### Einzel
| Jahr                         | Sieger            | Finalgegner        | Ergebnis      |
| ---------------------------- | ----------------- | ------------------ | ------------- |
| 2007                         | Rainer Schüttler  | Serhij Stachowskyj | 7:62, 6:2     |
| 1994–2006: nicht ausgetragen |                   |                    |               |
| 1993 (2)                     | Alexander Mronz   | Tommy Ho           | 6:1, 6:0      |
| 1993 (1)                     | Gianluca Pozzi    | Jonas Björkman     | 3:5 aufgg.    |
| 1992 (2)                     | Chris Wilkinson   | Roger Smith        | 6:3, 6:1      |
| 1992 (1)                     | Sandon Stolle     | Jeremy Bates       | 7:6, 6:4      |
| 1991                         | Glenn Layendecker | Neil Borwick       | 6:4, 6:4      |
| 1990                         | Nduka Odizor      | Sláva Doseděl      | 6:3, 3:6, 6:3 |
| 1989                         | Neil Borwick      | Russell Barlow     | 6:3, 6:4      |

### Doppel
| Jahr                         | Sieger                         | Finalgegner                        | Ergebnis   |
| ---------------------------- | ------------------------------ | ---------------------------------- | ---------- |
| 2007                         | Stephen Huss Wesley Moodie     | Rohan Bopanna Aisam-ul-Haq Qureshi | 7:610, 6:3 |
| 1994–2006: nicht ausgetragen |                                |                                    |            |
| 1993 (2)                     | Sébastien Lareau Daniel Nestor | David Nainkin Kevin Ullyett        | 6:4, 6:4   |
| 1993 (1)                     | Joshua Eagle Andrew Florent    | Marius Barnard Joost Winnink       | 6:4, 6:4   |
| 1992 (2)                     | Mitch Michulka Mark Petchey    | Owen Casey Donald Johnson          | 7:6, 6:1   |
| 1992 (1)                     | Jamie Morgan Sandon Stolle     | Tommy Ho Patrick Rafter            | 6:4, 7:6   |
| 1991                         | Andrew Castle Paul Wekesa (2)  | Ģirts Dzelde James Turner          | 7:6, 6:3   |
| 1990                         | Nduka Odizor Paul Wekesa (1)   | Jonathan Canter Bruce Derlin       | 6:3, 6:4   |
| 1989                         | Zeeshan Ali Steve Guy          | Morten Christensen Peter Flintsø   | 6:4, 6:4   |